# Col·lut
Col·lut (Coluthus, Κόλουθος) fou un dels darrers poetes èpics grecs nascut a Licòpolis (Egipte). Va viure al segle vi i va tenir èxit sota l'imperi d'Anastasi I Dicor.
Va escriure poemes laudatoris (ἐγκώμια δι᾽ ἐπῶν, encomia di epon), un poema heroic en sis llibres titulat Καλυδονικά (Kalydonica), i un altre titulat Περσικά (Persica) totes obres perdudes. De les seves obres només es conserva El rapte d'Helena (Ἐλένης ἁρπαγή) en 392 hexàmetres al qual imita amb poc èxit l'estil d'Homer.